# Guro Reiten
Guro Reiten (Sunndalsøra, 26 juli 1994) is een Noors voetbalspeelster die vanaf het seizoen 2019/2020 uitkomt voor Chelsea LFC. Ze komt sinds 2014 ook uit voor het Noors vrouwenvoetbalelftal. 

## Clubcarrière
Reiten maakte in 2010 haar debuut in de 2. Divisjon, het vierde niveau in Noorwegen, bij Sunndal Fotball. In 2011 maakte ze al de overstap naar Kattem IL, was actief in de Toppserien, om nadien vanaf 2013 uit te komen voor Trondheims-Ørn. In 2017 maakte ze de overstap naar Lillestrøm Sportsklubb Kvinner waarmee ze zowel in 2017 als 2018 kampioen zou worden in de Toppserien. In 2018 won ze ook de beker. Reiten werd ook twee maal topschutter. Op 31 mei 2019 werd bekend gemaakt dat Reiten werd getransfereerd naar Chelsea LFC.

## Clubstatistieken
| Club                           | Seizoen         | Competitie | Competitie | Beker | Beker | Europees | Europees | Totaal | Totaal |
| Club                           | Seizoen         | Wed.       | Goals      | Wed.  | Goals | Wed.     | Goals    | Wed    | Goals  |
| ------------------------------ | --------------- | ---------- | ---------- | ----- | ----- | -------- | -------- | ------ | ------ |
| Kattem IL                      | 2011            | 13         | 0          | 2     | 0     | —        | —        | 15     | 0      |
| Kattem IL                      | 2012            | 22         | 11         | 1     | 1     | —        | —        | 23     | 12     |
| Kattem IL                      | Totaal          | 35         | 11         | 3     | 1     | —        | —        | 38     | 12     |
| Trondheims-Ørn                 | 2013            | 21         | 6          | 2     | 0     | —        | —        | 23     | 6      |
| Trondheims-Ørn                 | 2014            | 20         | 7          | 4     | 1     | —        | —        | 24     | 8      |
| Trondheims-Ørn                 | 2015            | 20         | 3          | 4     | 0     | —        | —        | 24     | 3      |
| Trondheims-Ørn                 | 2016            | 21         | 9          | 4     | 0     | —        | —        | 25     | 9      |
| Trondheims-Ørn                 | Totaal          | 82         | 25         | 14    | 1     | —        | —        | 96     | 26     |
| Lillestrøm Sportsklubb Kvinner | 2017            | 22         | 18         | 3     | 1     | —        | —        | 25     | 19     |
| Lillestrøm Sportsklubb Kvinner | 2018            | 21         | 21         | 5     | 6     | 4        | 0        | 26     | 27     |
| Lillestrøm Sportsklubb Kvinner | 2019            | 10         | 12         | 1     | 2     | 6        | 1        | 17     | 15     |
| Lillestrøm Sportsklubb Kvinner | Totaal          | 53         | 51         | 9     | 9     | 10       | 1        | 72     | 61     |
| Carrière totaal                | Carrière totaal | 170        | 87         | 26    | 11    | 10       | 1        | 206    | 99     |

Laatste update: 17 juni 2019

## Interlandcarrière
Reiten speelt sinds 14 januari 2014 voor het Noorse nationale team toen ze mocht debuteren in een interland tegen Spanje.
Tijdens het Europees kampioenschap voetbal vrouwen 2017 maakte Reiten deel uit van de Noorse selectie. Het Noors voetbalelftal sneuvelde na 3 nederlagen kansloos in de groepsfase. Op de WK in 2019 scoorde Reiten in de openingswedstrijd van Noorwegen tegen Nigeria het eerste Noorse doelpunt.

## Interlandstatistieken
| Jaar   | Caps | Doelpunten |
| ------ | ---- | ---------- |
| 2014   | 9    | 0          |
| 2017   | 11   | 4          |
| 2018   | 11   | 1          |
| 2019   | 11   | 1          |
| Totaal | 42   | 6          |

Laatste update: 27 juni 2019

## Erelijst

### Clubcarrière
Lillestrøm Sportsklubb Kvinner
- Noors landskampioen

2017, 2018
- Noors bekerwinnaar

2018
- Algarve Cup

2019

### Individuele prijzen
- Noors topschutter
- 2017, 2018
- Noors speler van het jaar
- 2018